# RARBG
 (juin 2023).
La mise en forme du texte ne suit pas les recommandations de Wikipédia : il faut le « wikifier ».
Les points d'amélioration suivants sont les cas les plus fréquents. Le détail des points à revoir est peut-être précisé sur la page de discussion.
- Les titres sont pré-formatés par le logiciel. Ils ne sont ni en capitales, ni en gras.
- Le texte ne doit pas être écrit en capitales (les noms de famille non plus), ni en gras, ni en italique, ni en « petit »…
- Le gras n'est utilisé que pour surligner le titre de l'article dans l'introduction, une seule fois.
- L'italique est rarement utilisé : mots en langue étrangère, titres d'œuvres, noms de bateaux, etc.
- Les citations ne sont pas en italique mais en corps de texte normal. Elles sont entourées par des guillemets français : « et ».
- Les listes à puces sont à éviter, des paragraphes rédigés étant largement préférés. Les tableaux sont à réserver à la présentation de données structurées (résultats, etc.).
- Les appels de note de bas de page (petits chiffres en exposant, introduits par l'outil «  Source ») sont à placer entre la fin de phrase et le point final[comme ça].
- Les liens internes (vers d'autres articles de Wikipédia) sont à choisir avec parcimonie. Créez des liens vers des articles approfondissant le sujet. Les termes génériques sans rapport avec le sujet sont à éviter, ainsi que les répétitions de liens vers un même terme.
- Les liens externes sont à placer uniquement dans une section « Liens externes », à la fin de l'article. Ces liens sont à choisir avec parcimonie suivant les règles définies. Si un lien sert de source à l'article, son insertion dans le texte est à faire par les notes de bas de page.
- La présentation des références doit suivre les conventions bibliographiques. Il est recommandé d'utiliser les modèles {{Ouvrage}}, {{Chapitre}}, {{Article}}, {{Lien web}} et/ou {{Bibliographie}}. Le mode d'édition visuel peut mettre en forme automatiquement les références.
- Insérer une infobox (cadre d'informations à droite) n'est pas obligatoire pour parachever la mise en page.

Pour une aide détaillée, merci de consulter Aide:Wikification.
Si vous pensez que ces points ont été résolus, vous pouvez retirer ce bandeau et améliorer la mise en forme d'un autre article.
RARBG était un site Web qui fournissait des fichiers torrent et des liens magnet pour faciliter le partage de fichiers peer-to-peer à l'aide du protocole BitTorrent. De 2014 à 2023 pendant 9 ans, RARBG est apparu à plusieurs reprises dans la liste annuelle de TorrentFreak des sites Web torrent les plus visités. Il était classé 4e en janvier 2023. Le site Web ne permettait pas aux utilisateurs de publier leurs propres torrents.

## Histoire
RARBG a été fondée en 2008. Conçu à l'origine comme un tracker BitTorrent bulgare (BG signifie " Bulgarie " dans le nom), le site Web servait depuis lors un public international. Selon TorrentFreak, RARBG se spécialise dans les "sorties vidéo de haute qualité en anglais, mais répertorie également d'autres contenus, notamment des jeux, des logiciels et de la musique ".
Le site Web a été décrit en 2019 comme un " marché notoire " par le représentant américain au commerce. En 2020, le site Web a été répertorié comme une cible des forces de l'ordre bulgares.
Le 31 mai 2023, le site a annoncé sa fermeture, invoquant plusieurs raisons, dont l'inflation, les effets secondaires de la pandémie de COVID-19 et l'invasion russe de l'Ukraine. La déclaration d'arrêt complète publiée par le site se lit comme suit :

« Hello guys,
We would like to inform you that we have decided to shut down our site.
The past 2 years have been very difficult for us - some of the people in our team died due to covid complications,
others still suffer the side effects of it - not being able to work at all.
Some are also fighting the war in Europe - ON BOTH SIDES.
Also, the power price increase in data centers in Europe hit us pretty hard.
Inflation makes our daily expenses impossible to bare  [sic].
Therefore we can no longer run this site without massive expenses that we can no longer cover out of pocket.
After an unanimous vote we've decided that we can no longer do it.
We are sorry :(
Bye »

## Blocage et censure
RARBG a été bloqué dans plusieurs pays du monde pour des raisons juridiques, généralement en raison de la violation du droit d'auteur. En décembre 2008, le site est resté fermé pendant une semaine en raison des pressions légales de BREIN. En 2017, RARBG a été retiré des résultats de recherche Google à la suite d'une controverse dans laquelle des liens vers des sites torrent ont été mis en évidence dans les résultats de recherche "carrousel" de Google,. En raison d'un procès intenté contre le FAI Hurricane Electric par des studios de cinéma exigeant les informations personnelles des pirates, Sophidea VPN, un service VPN exploité via Hurricane Electric, a bloqué l'accès à plusieurs sites torrent à partir de décembre 2020, dont RARBG.
| Pays            | Date du blocage                  |
| --------------- | -------------------------------- |
| Arabie Saoudite | 2 avril 2014,                    |
| Royaume-Uni     | 27 novembre 2014                 |
| Danemark        | 27 mars 2015                     |
| Turquie         | 12 août 2015                     |
| Portugal        | 26 octobre 2015                  |
| Italie          | 6 mars 2017,                     |
| Australie       | 18 août 2017,                    |
| Indonésie       | 10 octobre 2017[réf. nécessaire] |
| Finlande        | 8 juin 2018                      |
| Irlande         | 18 janvier 2018,                 |
| Belgique        | 3 janvier 2019[réf. nécessaire]  |
| Inde            | 12 avril 2019,                   |
| Grèce           | 15 mai 2019                      |
| Pays-Bas        | 31 mars 2022                     |
| Iran            | Inconnu                          |
| Bulgarie        | Inconnu                          |
| Oman            | Inconnu                          |
| Chine           | Inconnu                          |